# Lista do Patrimônio Mundial na Índia
A Organização das Nações Unidas para a Educação, a Ciência e a Cultura (UNESCO) propôs um plano de proteção aos bens culturais do mundo, através do Comité sobre a Proteção do Património Mundial Cultural e Natural, aprovado em 1972. Esta é uma lista do Patrimônio Mundial existente na Índia, especificamente classificada pela UNESCO e elaborada de acordo com dez principais critérios cujos pontos são julgados por especialistas na área. A Índia ratificou a convenção em 14 de novembro de 1977, tornando seus locais históricos elegíveis para inclusão na lista.
Os sítios Grutas de Ajanta, Forte de Agra, Taj Mahal e Grutas de Ellora foram os primeiros locais da Índia incluídos na lista do Patrimônio Mundial da UNESCO por ocasião da 7ª Sessão do Comitè do Património Mundial, realizada em Florença (Itália) em 1983. Desde a mais recente adesão à lista, a Índia totaliza 42 sítios classificados como Patrimônio da Humanidade, sendo 34 deles de classificação Cultural, 7 de classificação Natural e 1 sítio de classificação Mista. 

## Bens culturais e naturais
A Índia conta atualmente com os seguintes lugares declarados como Patrimônio da Humanidade pela UNESCO:
| | Grutas de Ajanta |
| Bem cultural inscrito em 1983. |                  |
| Localização: Maarastra |                  |
| Este local compreende uma série de monumentos rochosos budistas do segundo e primeiro séculos, bem como um conjunto de cavernas muito mais amplas e ricamente ornamentadas datando do período Gupta (quinto e sexto séculos d.C.). As pinturas e esculturas de Ajanta são obras-primas da arte de Buda que exerceram uma influência considerável na produção artística subsequente. (UNESCO/BPI) |                  |

| | Forte de Agra |
| Bem cultural inscrito em 1983. |               |
| Localização: Utar Pradexe |               |
| Localizado perto dos jardins do Taj Mahal, o Forte Vermelho de Agra é um importante monumento mughal do século XVII. Construída com arenito vermelho, esta imponente cidadela inclui em seu recinto murado de 2,5 km de perímetro um grande número de palácios maravilhosos, como Jahangir ou Khas Mahal, construídos por Shah Jahan, edifícios para o público, como o Diwan-i-Khas, e duas belas mesquitas. (UNESCO/BPI) |               |

| | Taj Mahal |
| Bem cultural inscrito em 1983. |           |
| Localização: Utar Pradexe |           |
| Construído entre 1631 e 1648 por ordem do imperador mongol Shah Jahan para perpetuar a memória de sua esposa favorita, este grandioso mausoléu de mármore branco é a joia mais preciosa da arte muçulmana na Índia e uma das obras-primas universalmente admiradas da herança cultural da humanidade. (UNESCO/BPI) |           |

| | Grutas de Ellora |
| Bem cultural inscrito em 1983. |                  |
| Localização: Maarastra |                  |
| Localizados perto de Aurangabad (Estado de Maharashtra), os 34 mosteiros e templos deste local estão alinhados, lado a lado, ao longo de 2 km, na parede do penhasco basáltico alto em que foram escavados. O local revive a antiga civilização da Índia graças à sequência ininterrupta de seus monumentos, datando dos séculos VII ao XI. A realização deste complexo monumental de excepcional qualidade artística foi um verdadeiro feito técnico. Com seus santuários budistas, brahmânicos e jains, Ellora também ilustra o espírito de tolerância característico da Índia antiga. Sua sequência ininterrupta de criação, que se estende do ano 600 para 1000, é um exemplo brilhante dessa civilização. (UNESCO/BPI) |                  |

| | Templo do Sol em Konarak |
| Bem cultural inscrito em 1984. |                          |
| Localização: Orissa |                          |
| Localizado às margens da Baía de Bengala e banhado nos raios do sol nascente, o Templo do Sol é uma representação monumental da carruagem do deus sol, Surya, com suas vinte e quatro rodas esculpidas com motivos simbólicos intermináveis e sua atração de seis cavalos. Construído no século XIII, este templo é um dos mais célebres santuários brahmânicos da Índia. (UNESCO/BPI) |                          |

| | Conjunto de monumentos de Mahabalipuram |
| Bem cultural inscrito em 1984. |                                         |
| Localização: Tamil Nadu |                                         |
| Localizado na costa de Coromandel, este local abrange um conjunto de santuários de rochas que foram fundados pelos reis da dinastia Pallava entre os séculos VII e VIII. O local é mais conhecido por suas rathas (templos em forma de biga), seus mandapas (santuários de cavernas), seus gigantescos relevos ao ar livre, como a famosa "Descida do Ganges", e as milhares de esculturas do famoso Templo da Costa, erguidas para a glória de Siva. (UNESCO/BPI) |                                         |

| | Parque Nacional de Keoladeo |
| Bem cultural inscrito em 1985R. |                             |
| Localização: Rajastão |                             |
| Um antigo campo de caça para os patos majarás, este parque é um dos mais importantes campos de inverno para inúmeras aves aquáticas que migram do Afeganistão, Turquemenistão, China e Sibéria. Entre as 364 espécies registradas estão algumas tão raras quanto o guindaste siberiano. (UNESCO/BPI) |                             |

| | Parque Nacional de Kaziranga |
| Bem cultural inscrito em 1985. |                              |
| Localização: Assam |                              |
| Localizado no coração do Estado de Assam, este parque cobre uma das poucas áreas do norte da Índia que não foram alteradas pela presença de humanos. Possui a maior população de rinocerontes de chifre único do mundo, bem como muitos outros mamíferos – tigres, elefantes, panteras e ursos, etc. – e milhares de aves. (UNESCO/BPI) |                              |

| | Santuário de Fauna de Manas |
| Bem cultural inscrito em 1985. |                             |
| Localização: Assam |                             |
| Localizado em uma área de colinas florestadas, pastagens alusões e florestas tropicais que se estende ao longo de uma suave encosta do Himalaia, o santuário de Manas abriga uma fauna muito variada composta por inúmeras espécies ameaçadas de extinção, como o tigre, o rinoceronte indiano, o porco pigmeu e o elefante indiano. (UNESCO/BPI) |                             |

| | Igrejas e conventos de Goa |
| Bem cultural inscrito em 1986. |                            |
| Localização: Goa |                            |
| Antiga capital da Índia portuguesa, Goa preservou um conjunto de igrejas e conventos ilustrando a atividade evangelizadora dos missionários católicos na Ásia. Destaca-se a igreja de Bom Jesus, onde está localizada a tumba de São Francisco Xavier. Esses monumentos religiosos contribuíram poderosamente para a disseminação do estilo manuelino, maneirismo e barroco em todos os países da Ásia onde havia missões religiosas estabelecidas. (UNESCO/BPI) |                            |

| | Conjunto monumental de Hampi |
| Bem cultural inscrito em 1986. |                              |
| Localização: Carnataca |                              |
| Um local austero e grandioso ao mesmo tempo, Hampi foi o lugar onde a capital do último grande reino hindu governado pela dinastia Vijayanagar estava localizada. Esses soberanos, fabulosamente ricos, tinham templos e palácios dravidianos construídos que causavam a admiração de viajantes de todos os lugares entre os séculos XIV e XVI. Conquistada pela Confederação Islâmica do Deccan em 1565, a cidade foi entregue ao saque por seis meses e depois abandonada. (UNESCO/BPI) |                              |

| | Fatehpur Sikri |
| Bem cultural inscrito em 1986. |                |
| Localização: Utar Pradexe |                |
| Construída pelo Imperador Acbar na segunda metade do século XVI, Fatehpur Sikri, a "cidade da vitória", foi a capital do Império Mughal por apenas dez anos. O local compreende um conjunto arquitetônico homogêneo com numerosos monumentos e templos, incluindo o Jama Masjid, uma das maiores mesquitas da Índia. (UNESCO/BPI) |                |

| | Conjunto monumental de Khajuraho |
| Bem cultural inscrito em 1986. |                                  |
| Localização: Madia Pradexe |                                  |
| Este complexo monumental é formado por três grupos diferentes de templos construídos no auge da dinastia Chandella (950-1050). Apenas cerca de vinte pertencem a duas religiões diferentes, hinduísmo e jainismo, permanecem. Sua principal característica é o equilíbrio perfeito alcançado entre formas arquitetônicas e escultóricas. O templo Kandariya é ornamentado com um grande número de esculturas que estão entre as maiores obras-primas da arte indiana. (UNESCO/BPI) |                                  |

| | Parque Nacional dos Sundarbans |
| Bem cultural inscrito em 1987. |                                |
| Localização: Bengala Ocidental |                                |
| Localizada no Delta do Ganges, a região de Sundarbans abrange 10.000 km² de terra e água. Metade desta área está no território da Índia e o resto em Bangladesh. O local possui a maior extensão de manguezais do mundo e é o habitat de várias espécies raras ou ameaçadas: tigres, mamíferos aquáticos, aves e répteis. (UNESCO/BPI) |                                |

| | Grutas de Elefanta |
| Bem cultural inscrito em 1987. |                    |
| Localização: Maarastra |                    |
| Localizada em uma ilha no Mar de Omã, ao largo da costa da (antiga Bombaim), a "cidade das grutas" é um complexo rochoso monumental característico do culto de Siva. A arte indiana alcançou uma de suas expressões mais perfeitas aqui, especialmente nos gigantescos relevos altos que revestem a gruta principal. (UNESCO/BPI) |                    |

| | Conjunto monumental de Pattadakal |
| Bem cultural inscrito em 1987. |                                   |
| Localização: Carnataca |                                   |
| Localizado no Estado de Carnataca, o sítio de Pattadakal ilustra o auge da arte eclética que conseguiu sintetizar harmoniosamente as formas arquitetônicas do norte e do sul da Índia nos séculos VII e VIII, sob a dinastia Châlukya. O local compreende um impressionante conjunto de nove templos hindus e um santuário jain. Dentro do conjunto destaca-se uma obra-prima excepcional, o templo de Virûpâksha, que foi erguido por volta do ano 740 pela rainha Lokamahadevi para comemorar a vitória de seu marido em uma batalha contra os soberanos dos reinos do sul. (UNESCO/BPI) |                                   |

| | Grandes templos vivos cholas |
| Bem cultural inscrito em 1987, estendido em 2004. |                              |
| Localização: Tâmil Nadu |                              |
| Os grandes templos vivos foram construídos pelos reis do Império Chola, que passaram a dominar toda a parte sul da Índia e suas ilhas adjacentes. O local compreende três grandes santuários chola dos séculos XI e XII: o Templo de Brijad Ísvara em Thanjavur, o Templo de Brijad Ísvara em Gangaikondacholisvaram e o Templo de Airavatesvara em Darasuram. O Templo de Gangaikondacholisvaram, construído por ordem de Rayendra I,foi concluído em 1035. Os cantos de sua vimana de 53 metros de altura (torre-santuário) são abaixados, graças ao qual o edifício assume um movimento arprofisional gracioso que contrasta com as linhas retas e austeras da torre do Templo de Thanjavur. O conjunto arquitetônico do Templo de Airavatesvara, construído pelo rei Rayaraya II em Darasuram, tem uma vimana de 24 metros de altura, bem como uma escultura em pedra Siva. Os três templos são uma prova das brilhantes realizações do Império Chola nos campos da arquitetura, escultura, pintura e a arte de trabalhar o bronze. (UNESCO/BPI) |                              |

| | Parques Nacionais de Nanda Devi Nanda Devi e Vale das Flores |
| Bem cultural inscrito em 1988, estendido em 2005. |                                                              |
| Localização: Utaracanda |                                                              |
| Equilibrado no alto do Himalaia Ocidental, o Parque Nacional do Vale das Flores é conhecido pela extraordinária beleza de sua paisagem de pastagem com flora alpina endêmica. É um local de rica biodiversidade que abriga espécies animais raras, ou ameaçadas, como o urso negro asiático, o leopardo-da-neve, o urso marrom e a ovelha azul do Himalaia ou baral. A maciez de suas perspectivas complementa a paisagem áspera das montanhas acidentadas do Parque Nacional Nanda Devi. Ambos os parques abrangem uma zona de transição única entre a cordilheira Zanskar e o Grande Himalaia, que tem sido elogiada por sua beleza excepcional nos contos ancestrais da mitologia hindu e, por um século, por botânicos e montanhistas. (UNESCO/BPI) |                                                              |

| | Monumentos budistas de Sanchi |
| Bem cultural inscrito em 1988. |                               |
| Localização: Madia Pradexe |                               |
| Empoleirado no topo de uma colina com vista para a planície, a cerca de quarenta quilômetros de Bhopal, o local de Sanchi compreende vários monumentos budistas – pilares monolíticos, palácios, templos e mosteiros – em um estado desigual de preservação, datando essencialmente do primeiro e segundo séculos a.C.C. É o santuário mais antigo do budismo de todos os existentes e foi o principal centro desta religião na Índia até o século XII. (UNESCO/BPI) |                               |

| | Túmulo de Humaium em Déli |
| Bem cultural inscrito em 1993. |                           |
| Localização: Déli |                           |
| Construída em 1570, esta tumba tem um significado cultural especial. Foi o primeiro túmulo-jardim construído no subcontinente indiano e serviu de inspiração para a realização de importantes inovações arquitetônicas, que atingiriam seu auge com a construção do Taj Mahal. (UNESCO/BPI) |                           |

| | Qutb Minar e seus monumentos (Deli) |
| Bem cultural inscrito em 1993. |                                     |
| Localização: Déli |                                     |
| Construída no início do século XIII, alguns quilômetros ao sul de Déli, o minarete de Cutabe Minar é uma torre de arenito vermelho de 72,5 metros de altura, com um diâmetro de 14,32 metros em sua base e 2,75 metros em seu pico. Sua parede externa é ornamentada, alternadamente, com sulcos de bordas afiadas e arredondadas. O sítio arqueológico em que está localizado tem várias tumbas, o magnífico Portão de Alai Darwaza,uma obra-prima da arte indo-muçulmana construída em 1311, e duas mesquitas. Um deles, quwwat Ul Islam, é o mais antigo do norte da Índia e foi construído com materiais de cerca de vinte templos brahmânicos. (UNESCO/BPI) |                                     |

| | Caminhos de ferro de montanha na Índia |
| Bem cultural inscrito em 1999, estendido em 2005 e 2008. |                                        |
| Localização: Tâmil Nadu / Himachal Pradexe |                                        |
| À ferrovia Darjeeling, localizada no Himalaia e inscrita na Lista do Patrimônio Mundial desde 1999, foi adicionado o que atravessa as Montanhas Nilgiri, no Estado de Tamil Nadu. É uma ferrovia rack que viaja ao longo de uma única pista de um metro de largura e cobre uma rota de 46 km. Esta linha ferroviária foi planejada em 1854, mas devido às dificuldades impostas pelo traçado da pista em uma área extremamente íngreme sua construção começou apenas em 1891 e terminou em 1908. A ferrovia, que sobe as encostas da montanha salvando uma encosta de 1.877 metros (de 326 m a 2.203 m de altitude), ainda está em operação e é representativa da tecnologia de ponta de sua época. Em tempos de colonialismo britânico na Índia, desempenhou um papel muito importante, facilitando os deslocamentos populacionais e contribuindo para o desenvolvimento socioeconômico da região. (UNESCO/BPI) |                                        |

| | Conjunto do Templo Mahabodhi em Bodhgaya |
| Bem cultural inscrito em 2002. |                                          |
| Localização: Biar |                                          |
| Este complexo monumental é um dos quatro lugares sagrados relacionados com a vida de Buda, e mais especificamente ao seu acesso ao Iluminismo. O Imperador Asoka ergueu um primeiro templo neste local no século III a.C.C., mas o atual data do século V ou VI d.C. Mahabodhi é um dos templos budistas mais antigos construídos em tijolos e um dos poucos dos últimos dias do Império Gupta que ainda permanecem de pé. (UNESCO/BPI) |                                          |

| | Refúgios rupestres de Bhimbetka |
| Bem cultural inscrito em 2003. |                                 |
| Localização: Madia Pradexe |                                 |
| Os refúgios rochosos naturais de Bhimbetka estão localizados no sopé dos montes Víndias, ao sul do planalto central da Índia. Cinco conjuntos desses refúgios estão situados dentro de enormes afloramentos de arenito que emergem no solo de uma floresta relativamente espessa. Todos eles contêm pinturas de épocas sucessivas, que são escalonadas sem interrupção do Período Mesolítico aos tempos históricos. Nas 21 aldeias que circundam o local vivem populações cujos costumes se assemelham aos representados nas pinturas rupestais. (UNESCO/BPI) |                                 |

| | Parque arqueológico de Champaner-Pavagadh |
| Bem cultural inscrito em 2004. |                                           |
| Localização: Gujarate |                                           |
| Neste parque há restos arqueológicos, em sua maioria inexplorados, e monumentos históricos emoldurados por uma paisagem admirável. O local compreende uma série de locais pré-históricos do Período Calcoliético, a fortaleza de uma antiga capital hindu empoleirada em uma colina, e vestígios de uma cidade que foi a capital do Estado de Gujarate no século XVI. Também compreende fortificações, palácios, edifícios religiosos, casas recreativas e instalações hidráulicas que datam dos séculos VIII ao XII. Na área do parque também está o Templo Kalikamata, um importante santuário localizado no topo do morro Pavagadh, que é frequentado por um grande número de peregrinos ao longo do ano. O local tem a única cidade islâmica completa do período anterior ao Império Mongol. (UNESCO/BPI) |                                           |

| | Estação Chhatrapati Shivaji (antiga Estação Victoria) |
| Bem cultural inscrito em 2004. |                                                       |
| Localização: Maarastra |                                                       |
| Localizada na cidade de Mumbai (antiga Bombaim), a estação ferroviária Chhatrapati Shivaji – anteriormente chamada Estação Victoria – é um exemplo proeminente da mistura do estilo arquitetônico neogótico da era vitoriana com o tema da arquitetura tradicional indiana. Este edifício, projetado pelo arquiteto britânico F.W. Stevens, tornou-se o símbolo do principal porto comercial da Índia, Mumbai, chamado por alguns de "cidade gótica". Sua construção, iniciada em 1878 e concluída dez anos depois, foi realizada de acordo com um projeto arquitetônico de estilo neogótico vitoriano, inspirado nos monumentos italianos do final da Idade Média. O plano excêntrico de seu plano, sua cúpula de pedra, suas torres e seus arcos pontiagudos têm semelhanças com a arquitetura palaciana clássica da Índia. Chhatrapati Shivaji é um exemplo excepcional do encontro entre duas culturas, já que arquitetos britânicos trabalharam com artesãos indianos para incorporar tradições indígenas e estilos arquitetônicos, criando assim um novo estilo, exclusivamente característico de Mumbai. (UNESCO/BPI) |                                                       |

| | Forte Vermelho |
| Bem cultural inscrito em 2007. |                |
| Localização: Déli |                |
| O Forte Vermelho foi o palácio fortificado de Shahjahanabad, a nova capital do quinto imperador mughal da Índia, Shah Jahan (1628-1658). Seu nome é devido à cor vermelha do arenito com o qual suas paredes grossas foram construídas. Em sua vizinhança está outra fortaleza mais antiga, Salimgarh, que foi construída pelo Islã Shah Suri em 1546. Os dois prédios formam o Complexo do Forte Vermelho. Os quartos privados consistem em uma série de pavilhões dispostos em uma fileira e ligados por um canal conhecido pelo nome de Nahr-i-Bihisht, Paradise Creek. O Forte Vermelho é considerado uma amostra representativa do auge da criatividade da arte mughal, que na época do Imperador Shah Jahan atingiu um maior grau de refinamento. O plano do palácio é baseado em protótipos islâmicos, mas cada um dos pavilhões mostra elementos arquitetônicos típicos dos edifícios Mughal, nos quais a fusão das tradições persas, timure e hindus pode ser observada. O planejamento inovador e o estilo arquitetônico do Forte Vermelho, bem como o projeto de seus jardins, exerceram uma influência considerável na concepção de edifícios e jardins feitos mais tarde no Rajastão,Deli, Agra e em outros lugares. (UNESCO/BPI) |                |

| | Jantar Mantar de Jaipur |
| Bem cultural inscrito em 2010. |                         |
| Localização: Rajastão |                         |
| Construído no início do século XVIII, o Jantar Mantar de Jaipur é um observatório astronômico composto por cerca de vinte instrumentos em trabalhos de alvenaria que foram inovadores em sua época, tanto arquitetônica quanto tecnicamente. Destinados a observações astronômicas a olho nu, envolvem diversas inovações arquitetônicas e instrumentais. É o conjunto mais significativo, mais completo e melhor preservado de antigos observatórios na Índia. O Jantar Mantar é um fiel reflexo das concepções cosmológicas e do conhecimento astronômico dos sábios que se agrupavam em torno de um majarás iluminado que viveu no final da era Mongol. (UNESCO/BPI) |                         |

| | Gates Ocidentais |
| Bem cultural inscrito em 2012. |                  |
| Localização: Maarastra |                  |
| A cadeia montanhosa dos Gates Ocidentais, mais antigas que o Himalaia, apresenta características geomórficas de importância capital, com processos biofísicos e ecológicos únicos. Os ecossistemas de florestas montanhosas do local influenciam o ciclo climático das monções. Ao moderar o clima tropical da região, representa um dos melhores exemplos do sistema de monções do planeta. O local também possui um grau excepcionalmente alto de diversidade biológica e endemismo. Foi reconhecido como um dos oito "lugares mais quentes" da biodiversidade da Terra. O local inclui algumas das florestas perenes não-equatoriais mais representativas do mundo e abriga pelo menos 325 espécies de flora, fauna, aves, anfíbios, répteis e peixes ameaçados de extinção. (UNESCO/BPI) |                  |

| | Fortes nas colinas do Rajastão |
| Bem cultural inscrito em 2013. |                                |
| Localização: Rajastão |                                |
| Localizado no Estado do Rajastão, este local é composto por uma série de componentes e compreende seis fortes majestosos, cujo perímetro de circunambulação chega a até 20 km em alguns casos. O ecletismo arquitetônico dessas construções militares é um testemunho do poder dos estados imponentes dos rajas que prosperaram na região de Rajput entre os séculos VIII e XVIII. Dentro de seus recintos murados há importantes centros urbanos, palácios, shopping centers, vários edifícios e templos que muitas vezes foram construídos antes da construção das fortificações e que, sob sua proteção, contribuíram para a criação e desenvolvimento de uma cultura cortês, a base da promoção do ensino, da música e das artes. Alguns dos centros urbanos cercados pelas fortificações têm perdurado até hoje e neles estão muitos dos templos e edifícios religiosos do local. Para a construção dos fortes, foram utilizadas as defesas naturais oferecidas pelas colinas, rios, desertos e florestas exuberantes. Hoje, as grandes estruturas de coleta de água criadas para abastecer essas construções militares ainda são utilizadas. (UNESCO/BPI) |                                |

| | Área de conservação do Parque Nacional do Grande Himalaia |
| Bem cultural inscrito em 2014. |                                                           |
| Localização: Himachal Pradexe |                                                           |
| Localizado no norte da Índia, na parte ocidental da cordilheira do Himalaia que faz parte do território do Estado de Himachal Pradexe, o Parque Nacional do Grande Himalaia (GHNPCA) se estende por uma área de 90.540 hectares e é caracterizado pela presença de picos de montanhas de alta altitude, pastagens alpinas e florestas fluviais. O derretimento das geleiras e dos campos de neve das montanhas alimentam as fontes de toda uma série de rios, bem como as captações de água que são vitais para o abastecimento de populações de vários milhões de pessoas que vivem nos cursos mais baixos destes. O Grande Parque protege pastagens alpinas e florestas de monções das extremidades da cadeia do Himalaia afetadas pelas atividades humanas. Além disso, faz parte da área de rica biodiversidade do Himalaia, pois compreende 25 tipos diferentes de florestas e um conjunto extremamente variado de espécies animais, algumas das quais estão em perigo de extinção. Todas essas circunstâncias tornam o local de importância excepcional para a conservação da diversidade biológica. (UNESCO/BPI) |                                                           |

| | Rani-ki-Vav – Poço em degraus da rainha em Patan, Gujarate |
| Bem cultural inscrito em 2014. |                                                            |
| Localização: Gujarate |                                                            |
| Localizado às margens do rio Saraswati, este monumento do século XI foi originalmente construído para honrar a memória de um monarca. Poços escalonados são um meio característico de coleta e armazenamento de águas subterrâneas no subcontinente indiano, onde a construção começou no terceiro milênio a.C. Com o tempo, os simples buracos cavados em solos arenosos foram transformados em obras arquitetônicas e artísticas refinadas de vários andares. O Rani-ki-Vav foi construído quando as técnicas artesanais de construção de poços e o estilo arquitetônico Maru-Gurjar estavam a todo vapor, daí este monumento é um reflexo vivo da maestria técnica consumada alcançada então pelos poceros e uma obra artística de grande beleza, tanto por suas proporções quanto por seus detalhes. Concebido como um templo invertido para destacar a sacralidade da água, o Rani-ki-Vav possui sete andares escalonados com painéis esculpidos de grande qualidade artística, nos quais você pode admirar cerca de 500 esculturas principais e outras 1 000 secundárias de temas religiosos, mitológicos e profanos, com referências frequentes a obras literárias. O quarto andar do poço é o mais profundo e dá acesso a um tanque retangular de 9,5 por 9,4 metros, 23 metros de profundidade. O poço em si, que está localizado no extremo oeste do monumento, tem 10 metros de diâmetro e 30 metros de profundidade. (UNESCO/BPI) |                                                            |

| | A obra arquitetônica de Le Corbusier, uma contribuição excecional para o Movimento Moderno |
| Bem cultural inscrito em 2016. |                                                                                            |
| Este bem é compartilhado com: Alemanha, Argentina, Bélgica, França, Japão e Suíça . |                                                                                            |
| Localização: Punjabe / Haryana |                                                                                            |
| Espalhados por sete países, os 17 locais que compõem esse sítio do patrimônio mundial são um testemunho da invenção de uma nova forma de expressar a arquitetura, em clara ruptura com suas formas anteriores. As obras arquitetônicas desses sítios foram realizadas por Le Corbusier ao longo de cinquenta anos de "busca de pacientes", em suas próprias palavras. O Complexo do Capitólio de Chandigarh (Índia), o Museu Nacional de Belas Artes do Oeste em Tóquio (Japão), a casa do Dr. Curutchet em La Plata (Argentina) e a Unidade habitacional de Marselha (França), entre outras construções, destacam as soluções fornecidas no século XX pelo Movimento Moderno para o desafio de renovar técnicas arquitetônicas para atender às necessidades da sociedade. Essas obras-primas do gênio humano também constituem um testemunho da internacionalização da arquitetura em escala planetária. (UNESCO/BPI) |                                                                                            |

| | Sítio arqueológico Nalanda Mahavihara, Biar |
| Bem cultural inscrito em 2016. |                                             |
| Localização: Biar |                                             |
| Este local está localizado no nordeste da Índia, no estado de Biar, e é composto pelos restos arqueológicos de um grande mosteiro ("mahavihara") que realizou uma importante atividade religiosa e pedagógica do século III a.C. até o século XIII d.C. Aos vestígios arquitetônicos de estupas, santuários e edifícios monásticos (viaras) destinados a abrigar e educar as professadas e importantes obras de arte feitas de estuque, pedra e metais são adicionados. Nalanda se destaca como a universidade mais antiga do subcontinente indiano, uma instituição que organizou a transmissão do conhecimento durante um período ininterrupto de 800 anos. A história do local atesta não apenas a evolução da devoção budista à sua afirmação como religião, mas também ao florescimento das práticas monásticas e educacionais tradicionais. (UNESCO/BPI) |                                             |

| | Parque Nacional de Khangchendzonga |
| Bem cultural inscrito em 2016. |                                    |
| Localização: Siquim |                                    |
| Localizado no estado de Siquim, no norte da Índia, este parque nacional se estende por uma parte da cordilheira do Himalaia e abriga uma paisagem excepcional de planícies, vales, lagos, geleiras e montanhas espetaculares cobertas de florestas arcaicas e cobertas por calotas de neve, entre as quais está o terceiro pico mais alto do planeta: Monte Khangchendzonga. As populações nativas de Siquim professam devoção a esta montanha e a numerosos elementos da natureza (cavernas, rios, lagos, etc.) que também são objeto de toda uma série de histórias mitológicas. Os significados sagrados desses relatos e as práticas concomitantes devotas foram integrados às crenças budistas e constituem a base da identidade dos habitantes de Siquim. (UNESCO/BPI) |                                    |

| | Cidade histórica de Amedabade |
| Bem cultural inscrito em 2017. |                               |
| Localização: Gujarate |                               |
| A cidade murada de Amedabade, fundada pelo sultão Ahmad Shah no século XV, na margem oriental do rio Sabarmati, apresenta uma rica herança arquitetônica do período sultanato, especialmente a cidadela de Badra, as paredes e portões da cidade fortificada e numerosas mesquitas e túmulos, bem como importantes templos hindus e jainianos de períodos posteriores. O tecido urbano denso e compacto é composto por casas tradicionais (pols) em ruas tradicionais pórticas (puras) com elementos característicos como alimentadores de aves, poços públicos e instituições religiosas. A cidade continuou a prosperar como a capital do estado de Gujarate por seis séculos até o presente. (UNESCO/BPI) |                               |

| | Conjuntos neogótico vitoriano e Art déco de Mumbai |
| Bem cultural inscrito em 2018. |                                                    |
| Localização: Maarastra |                                                    |
| Uma cidade portuária comercial de importância mundial, Mumbai foi na segunda metade do século XIX o cenário de um ambicioso projeto urbano que se refletiu na construção de um conjunto de edifícios públicos de estilo neogótico vitoriano em torno da esplanada verde do Grande Oval, ao qual um novo conjunto de edifícios Art Deco foi adicionado no início do século XX. Construções vitorianas integraram elementos da arquitetura indiana, como varandas e varandas, para se adaptar às condições climáticas locais, e nos outros edifícios, destinados à habitação e cinemas, as noções estéticas de Art Deco se fundiram com formas conceituais e simbólicas adequadamente indianas, dando origem a um estilo único do seu tipo que mais tarde seria chamado de Arte Indo-Deco. Estes dois conjuntos arquitetônicos são uma amostra das etapas pelas quais a modernização de Mumbai passou ao longo dos séculos XIX e XX. (UNESCO/BPI) |                                                    |

| | Conjuntos sagrados dos Hoysalas |
| Bem cultural inscrito em 2023. |                                 |
| Localização: Carnataca / Querala |                                 |
| Esta propriedade serial abrange os três mais representativos exemplares de complexos de templos em estilo Hoysala no sul da Índia, que datam dos séculos XII a XIII. O estilo Hoysala foi criado mediante uma cuidadosa seleção de características contemporâneas dos templos e elementos tradicionais do passado para desenvolver uma identidade distinta da dos reinos vizinhos. Os santuários se caracterizam por esculturas hiper-realistas e talhaduras em pedra que cobrem toda a superfície arquitetônica, uma plataforma cercada, uma galeria escultórica em grande escala, uma frisa multinível e esculturas da lenda de Sala. A excelência da arte escultórica sustenta o feito artístico destes complexos de templos, que representam uma etapa significativa no desenvolvimento histórico da arquitetura dos templos hindus. (UNESCO/BPI) |                                 |

| | Santiniketan |
| Bem cultural inscrito em 2023. |              |
| Localização: Bengala Ocidental |              |
| Fundada em Bengala Ocidental rural em 1901 pelo renomado poeta e filósofo Rabindranath Tagore, Santiniketan era uma escola experimental e um centro artístico baseado nas antigas tradições indianas e em uma visão de unidade da humanidade que transcendia as fronteiras religiosas e culturais. Em 1921, foi criada em Santiniketan uma "universidade mundial" que reconhecia a unidade da humanidade ou o "Visva Bharati". Diferentemente das orientações arquitetônicas coloniais britânicas dominantes no princípio do século XX e do modernismo europeu, Santiniketan representa a guinada rumo à modernidade pan-asiática, baseada em tradições antigas, medievais e folclóricas de toda a região. (UNESCO/BPI) |              |